# علي كوت
علي كوت (بالإنجليزية: Ali Coote)‏ هو لاعب كرة قدم بريطاني في مركز الوسط، ولد في 11 يونيو 1998 في بيدفورد في المملكة المتحدة. شارك مع منتخب اسكتلندا تحت 16 سنة لكرة القدم ومنتخب اسكتلندا تحت 17 سنة لكرة القدم. أما مع النوادي، فقد لعب مع دندي يونايتد ونادي إيست فيف.

## وصلات خارجية
- علي كوت على موقع الاتحاد الأوربي (الإنجليزية)
- علي كوت على موقع الاتحاد الإسكتلندي (الإنجليزية)
- علي كوت على موقع Soccerbase.com (لاعب) (الإنجليزية)
- علي كوت على موقع Soccerway.com (الإنجليزية)